# Julia Simon
Julia Simon (Albertville, 9 de octubre de 1996) es una deportista francesa que compite en biatlón.
Participó en los Juegos Olímpicos de Pekín 2022, obteniendo una medalla de plata en el relevo mixto.
Ganó trece medallas en el Campeonato Mundial de Biatlón entre los años 2021 y 2025, y tres medallas en el Campeonato Europeo de Biatlón, en los años 2015 y 2018.

## Palmarés internacional
| Juegos Olímpicos   | Juegos Olímpicos             | Juegos Olímpicos  | Juegos Olímpicos        |
| Año                | Lugar                        | Medalla           | Prueba                  |
| ------------------ | ---------------------------- | ----------------- | ----------------------- |
| 2022               | Pekín (China)                | Medalla de plata  | Relevo mixto            |
| Campeonato Mundial |                              |                   |                         |
| Año                | Lugar                        | Medalla           | Prueba                  |
| 2021               | Pokljuka (Eslovenia)         | Medalla de oro    | Relevo mixto individual |
| 2023               | Oberhof (Alemania)           | Medalla de oro    | Persecución             |
| 2023               | Oberhof (Alemania)           | Medalla de bronce | Salida en grupo         |
| 2023               | Oberhof (Alemania)           | Medalla de bronce | Relevo mixto            |
| 2024               | Nové Město (República Checa) | Medalla de oro    | Velocidad               |
| 2024               | Nové Město (República Checa) | Medalla de oro    | Persecución             |
| 2024               | Nové Město (República Checa) | Medalla de oro    | Relevo                  |
| 2024               | Nové Město (República Checa) | Medalla de oro    | Relevo mixto            |
| 2024               | Nové Město (República Checa) | Medalla de bronce | Individual              |
| 2025               | Lenzerheide (Suiza)          | Medalla de oro    | Individual              |
| 2025               | Lenzerheide (Suiza)          | Medalla de oro    | Relevo                  |
| 2025               | Lenzerheide (Suiza)          | Medalla de oro    | Relevo mixto            |
| 2025               | Lenzerheide (Suiza)          | Medalla de oro    | Relevo mixto individual |
| Campeonato Europeo |                              |                   |                         |
| Año                | Lugar                        | Medalla           | Prueba                  |
| 2015               | Otepää (Estonia)             | Medalla de bronce | Relevo                  |
| 2018               | Val Ridanna (Italia)         | Medalla de plata  | Relevo mixto individual |
| 2018               | Val Ridanna (Italia)         | Medalla de bronce | Persecución             |